# Sněmovna lordů
Sněmovna lordů (House of Lords) je horní komora Parlamentu Spojeného království, do kterého dále patří panovník a Dolní sněmovna. Obě sněmovny zasedají ve Westminsterském paláci. V červenci 2024 měla tato komora parlamentu 785 členů (dolní komora 650 členů).

## Historie
Současný parlament se vyvinul z královské rady, středověkého poradního orgánu, anglického panovníka. Tato rada se scházela na krátká jednání a jejími členy byli šlechtici a církevní hodnostáři a hlavním úkolem bylo odsouhlasení daní navrhovaných panovníkem. První parlament, který je považován za základní formu parlamentu, byl parlament roku 1295. Jeho členy byli arcibiskupové, biskupové, opatové, hrabata a volení zástupci hrabství a měšťanstva. Vliv parlamentu se postupně rozvíjel a jeho význam ve středověku závisel i na schopnostech panovníka. V době vlády Eduarda III. byl parlament původně jednokomorový rozdělen na dvě komory. V dolní komoře zasedali měšťané a nižší šlechta, zatímco ve Sněmovně lordů byli církevní hodnostáři a aristokracie. Horní komora měla v té době daleko větší pravomoci než Dolní sněmovna.
Vliv aristokracie poklesl v době války růží, kdy velká část příslušníků vysoké šlechty padla ve válkách nebo byla popravena a jejich majetek propadl ve prospěch panovníka. Posilování moci Dolní sněmovny se projevilo v konfliktu s králem Karlem I., který vyústil až do občanské války.
V 19. století se počet členů horní komory z původních asi 50 členů znatelně zvýšil a vliv jednotlivých členů tak poklesl. Velkým impulsem k posílení moci dolní komory bylo i přijetí reformy z roku 1832. Volební právo bylo předtím silně omezeno vlastnictvím majetku a hranice jednotlivých volebních obvodů neodrážely narůstající počet obyvatel měst (například Manchester neměl svého samostatného zástupce, zatímco 11 voličů v Old Sarum volilo dva poslance).
Další ztrátou pozice Sněmovny lordů byly změny z roku 1911. Liberální strana navrhla roku 1909 rozpočet s výrazně sociálním zaměřením a změnu daní zaměřenou na vyšší zdanění bohatých vlastníků půdy. Tyto návrhy byly horní komorou odmítnuty a vláda rezignovala. Po volbách roku 1910, ve kterých bylo jedno z témat reforma horní komory, Liberální strana opakovala svůj návrh a pod pohrůžkou jmenování mnoha peerů do Sněmovny lordů ho přinutila přijmout. Zákon z roku 1911 pak omezil dosavadní práva horní komory odmítnout přijetí zákonů. Dosavadní možnost absolutního veta byla nahrazena suspenzivním, většina zákonů mohla být zpožděna maximálně tři jednání sněmovny nebo maximálně dva roky. Nenaplněna byla dosavadní snaha o podstatnější reformu komory, např. jejího nedemokratického složení.
Zákon Parliament Act z roku 1949 zkrátil možnost pozdržení kontroverzních zákonů na jeden rok maximálně. Roku 1958 se zákonem Peerage Act 1958 změnil dědičný systém členství ve Sněmovně lordů a byly vytvořeny pozice členů s doživotním členstvím bez možnosti předat toto členství svým dědicům. Peerage Act 1963 umožnil členství ženám a zavedl možnost členů se vzdát své pozice tak aby mohli kandidovat ve volbách do dolní komory. Počet členů této komory pak znatelně narostl. 
Labouristická strana prosazovala v druhé polovině 20. století zrušení horní komory parlamentu. Po vítězství ve volbách roku 1997 pod vedením Tonyho Blaira navrhovala zrušení členství dědičných lordů. Nakonec byl přijat kompromis, který byl realizován zákonem z roku 1999, a ve Sněmovně lordů zůstalo pouze 92 dědičných členů. Další reforma horní komory je předmětem debat, z nichž nejpravděpodobnějším řešením se v současnosti jeví to, které navrhuje volby velké části členů horní komory (toto opatření má podporu v Dolní sněmovně, ale aby bylo přijato, musí být schváleno i Sněmovnou lordů).

## Církevní členové sněmovny
Členové Sněmovny lordů, kteří mají členství v této komoře založeno na své církevní hodnosti, jsou označováni jako Lords Spiritual. Původně tvořili většinu v této komoře. Byli to arcibiskupové, biskupové, opati a proboštové anglikánské církve. Po roce 1539 po zrušení klášterů zde zůstali pouze arcibiskupové a biskupové. K dalšímu snížení počtu církevních zástupců došlo v roce 1847. Nyní je členy horní komory maximálně 26 členů. Pět z nich je jmenovitě určeno: jsou to vedoucí činitelé pěti nejstarších diecézí - arcibiskup canterburský, arcibiskup yorský a biskupové londýnský, durhamský a winchesterský. Dalšími členy je 21 služebně nejstarších biskupů diecézí anglikánské církve.
Skotská církev nemá v horní komoře reprezentaci. Jedná se o protestantskou církev, a nemá tedy biskupy ani arcibiskupy. Irská církev měla po sjednocení Irska a Velké Británie ve Sněmovně lordů zastoupení čtyřmi členy. Po jejím zrušení roku 1871 došlo i ke zrušení členství jejich zástupců v horní komoře. Totéž platí pro waleskou církev, která zanikla roku 1920. Některé jiné církve mají své reprezentanty jako světské členy Sněmovny lordů.
Roku 2017 proběhl ve Velké Británii průzkum, podle něhož 62 % rozporuje automatické zastoupení členů Anglikánské církve ve Sněmovně lordů; jen 20 % jim právo na zastoupení přiznává. Zároveň jen 14 % respondentů je pro to, aby se politici "řídili při rozhodování svým náboženským přesvědčením", opak si myslí 65 %.

## Světští členové sněmovny
Po zrušení klášterů v letech 1536 až 1541 se tato skupina, nazývaná Lords Temporal, stala ve Sněmovně lordů početnější než církevní hodnostáři. Na rozdíl od církevních členů mohou být členy politické strany. Původně byla převážná většina těchto poslanců dědičnými členy (tzn., že členství mohlo přejít na dědice). Právo dědit členství v horní komoře uděluje panovník, v poslední době se tak děje na návrh předsedy vlády.
Roku 1999 labouristická vláda prosadila zrušení členství pro mnoho dědičných členů sněmovny, a tak má v současnosti horní komora pouze 92 členů s dědičným členstvím. Dva z nich jsou hodnostáři: lord maršál a lord kancléř. Z ostatních 90 je 15 voleno všemi členy horní komory a 75 je voleno ostatními dědičnými členy seskupenými dle stranické příslušnosti. Počet členů dle jednotlivých stran odpovídá zastoupení politických stran ve sněmovně.
Největší skupinu světských členů tvoří doživotní členové. Tito pocházejí z baronů a jejich pozice byla vytvořena zákonem z roku 1958. Jejich členství v horní komoře vzniká jmenováním panovníkem, který tak v současnosti činí na doporučení premiéra. Podle zvykového práva mohou navrhovat nové členy i předsedové jiných stran a nezávislá komise.

## Hodnostáři
Na rozdíl od Dolní sněmovny horní komora nevolila svého mluvčího. Funkci předsedajícího zastával lord kancléř. Po reformách z roku 2005 byla vytvořena funkce lorda mluvčího, která je obsazována volbou členy sněmovny a následně potvrzen panovníkem. Předpokládá se, že mluvčí nebude členem žádné politické strany, a tak poté, co byla prvním mluvčím v roce 2006 zvolena Helen Haymanová, vystoupila z Labouristické strany.
Dříve měl předsedající při řízení schůze sněmovny oblečen černý ceremoniální oblek, což se nyní děje jen při slavnostních příležitostech. Mluvčí sedí na velkém červeném křesle, jehož čalounění tvoří vlna (Woolsack), v čele sněmovny. Tento představitel má daleko menší pravomoci než mluvčí dolní komory, nemůže například stanovovat pořadí vystoupení jednotlivých členů horní komory a plní víceméně pouze funkci mluvčího.
Dalším hodnostářem je vůdce sněmovny lordů – peer vybraný premiérem. Je zodpovědný za průchod vládních návrhů zákonů Sněmovnou lordů a je členem kabinetu.
Tajemník Sněmovny lordů je hlavním poradcem pro pravidla jednání sněmovny a vedoucí představitel exekutivy horní komory. Je jmenován panovníkem, ale není členem horní komory. Konzultuje s předsedou sněmovny a doporučuje pravidla jednání horní komory. Dále podepisuje směrnice, oficiální zprávy z jednání a schvaluje účetnictví. Je zodpovědný za organizaci doplňovacích voleb dědičných členů sněmovny.

## Zákonodárná funkce
Návrhy zákonů může předkládat i Sněmovna lordů, ale většina z nich pochází z Dolní sněmovny.
Právo zamítnout návrh zákona horní komorou je omezen zákony. Podle nich mohou být předloženy některé typy zákonů k podpisu panovníkem bez souhlasu horní komory. Sněmovna lordů nemůže zpozdit přijetí finančních zákonů (zákony, které se podle názoru mluvčího Dolní sněmovny týkají daní nebo státního rozpočtu) déle než o jeden měsíc. Ostatní zákony nemohou být zpožděny déle než je období dvou zasedání sněmovny nebo jeden rok. Tato omezení se týkají pouze zákonů, které byly navrženy dolní komorou. Dalším omezením je zvykové právo nezamítat zákony, které jsou obsahem vládního prohlášení (tzv. Salisburyho konvence). Přehlasována horní komora nemůže být u zákonů, které upravují postavení parlamentu a jednotlivých komor.
Podle zvyku, který pochází z období před vydáním zákonů uvedených výše, nemůže horní komora navrhnout zákon obsahující novou daň nebo změnu současné daně. Poté, co byly postupně pravomoci horní komory omezeny, stala se hlavní parlamentní silou Dolní sněmovna.

## Soudní funkce
Vzhledem k suverenitě parlamentu v britském ústavním systému neexistuje samostatný ústavní soud. Sněmovna lordů tak vykonává pravomoci v jiných státech příslušející ústavnímu a nejvyššímu odvolacímu soudu.